# 바르부르크 전투
바르부르크 전투는 7년 전쟁 기간인 1760년 7월 31일 벌어진 전투이다. 프랑스군과 영국, 하노버 연합군 사이에 벌어진 이 전투는 결국 연합군의 승리로 끝났다. 영국의 장군 존 메너즈(John Manners)는 영국군의 선봉에 서서 돌격을 독려하였고 가방을 잃어버릴 정도로 분전하였다. 이로 인해 존 메너즈는 상당한 명성을 얻었다. 프랑스군은 1,500명이 전사하거나 부상당하고 2,000명이 포로로 잡혔으며 포 10문이 탈취 당했다.